# Adolf Lu Hitler Marak
Adolf Lu Hitler Rangsa Marak (20 aprile 1948) è un politico indiano dello Stato del Meghalaya.

## Biografia
Membro del Partito del Congresso Nazionalista, nel 2000-2001 è stato a capo del Ministero dell'Ambiente e delle Foreste nel governo di Evansius Kek Mawlong per lo Stato del Meghalaya, e nel 2003 ministro per l'agricoltura e la cooperazione sotto l'esecutivo Flinder Anderson Khonglam.
Il 27 giugno 2003 venne arrestato con l'accusa di mantenere legami con il Consiglio Volontari Nazionale Achik (ANVC). Fu rilasciato su cauzione circa un mese dopo.
Perse le elezioni legislative del 2003 per soli 300 voti in una dura battaglia contro l'avversario politico Zenith M. Sangma, finendo al secondo posto nella propria circoscrizione elettorale. Tuttavia, riuscì a vincere le elezioni del 2008.
Riguardo al suo nome apparentemente controverso, Hitler Marak disse all'Hindustan Times: "Forse ai miei genitori piaceva semplicemente il nome e mi hanno battezzato Hitler... Sono felice del mio nome, nonostante io non abbia tendenze dittatoriali.". Lo stesso disse all'Agence France-Presse.